# Жан IV де Бомон
Жан IV де Бомон (фр. Jean IV de Beaumont; ум. в июле 1318, Сент-Омер), по прозвищу «Лотарингский» (de Lorraine) и «Безрассудный» (Le Déramé), сеньор де Клиши и де Курсель-ла-Гаренн под Парижем — французский военачальник, маршал Франции.

## Биография
Сын Жана III де Бомона, сеньора де Клиши-ла-Гаренн.
Придворный рыцарь (chevalier d'Hôtel), член ближнего королевского совета (1315), королевский комиссар. В 1315 году, после отставки Миля де Нуайе, был назначен губернатором Артуа и маршалом Франции (до времен Франциска I маршальство (le maréchalat) было временной должностью). Принял губернаторство от имени короля после заключения в декабре 1315 соглашения между графиней Маго д'Артуа и знатью графства, поддерживавшей мятеж ее племянника Робера III. Командовал войсками при подавлении феодальных мятежей в Артуа.
Сослужил большую службу Филиппу V во Фландрских кампаниях 1317 и 1318 годов.

## Семья
Жена: Жанна N (ум. после 1326), вторым браком вышла за рыцаря Жана де Ферьера
Дети:
- Жан V (ум. после 1326), сеньор де Клиши и де Курсель-ла-Гаренн
- Жанна. Муж (ранее 1336): Пьер де Луаньи, оруженосец
- Изабель (ум. после 1336)